# Bur Genting Kekuyang
Bur Genting Kekuyang är ett berg i Indonesien.   Det ligger i provinsen Aceh, i den västra delen av landet, 1 500 km nordväst om huvudstaden Jakarta. Toppen på Bur Genting Kekuyang är 1 660 meter över havet.
Terrängen runt Bur Genting Kekuyang är kuperad norrut, men söderut är den bergig.Runt Bur Genting Kekuyang är det mycket glesbefolkat, med 3 invånare per kvadratkilometer. I omgivningarna runt Bur Genting Kekuyang växer i huvudsak städsegrön lövskog.